# Gonocalyx
Gonocalyx es un género   de plantas fanerógamas perteneciente a la familia Ericaceae. Comprende 11 especies descritas y   aceptadas. Es originario de Mesoamérica, Colombia, Las Antillas.

## Descripción
Son arbustos pequeños, epifíticos o terrestres. Hojas alternas, perennes, sésiles o pecioladas, coriáceas, inconspicuamente plinervias, los márgenes aplanados a revolutos, enteros o crenados. Inflorescencias axilares, las flores solitarias, en pares, o en racimos laxos con pocas flores; bráctea floral 1, pequeña; pedicelos articulados con el cáliz; bractéolas 2. Flores (4-)5-meras, sin aroma, la estivación valvada; cáliz sinsépalo, el tubo terete, obtusamente angulado, o angostamente alado, los lobos apiculados; corola simpétala, tubular, subcilíndrica, cilíndrico-campanulada, o urceolado-globosa; estambres 10, iguales, casi tan largos como la corola; filamentos distintos o connatos, iguales, los conectivos sin espolones; anteras iguales, el tejido de desintegración ausente, las tecas granulares, los túbulos más largos y delgados que las tecas, dehiscentes por poros diminutos, subterminales, oblicuos o por hendiduras cortas; polen sin hilos de viscina; estilo tan largo como la corola. Frutos en bayas. 

## Taxonomía
El género  fue descrito por Planch. & Linden y publicado en The Gardeners' Chronicle & Agricultural Gazette 1856: 152. 1856. La especie tipo es:  Gonocalyx pulcher

## Especies aceptadas
A continuación se brinda un listado de las especies del género Gonocalyx aceptadas hasta febrero de 2014, ordenadas alfabéticamente. Para cada una se indica el nombre binomial seguido del autor, abreviado según las convenciones y usos.
- Gonocalyx almedae Luteyn
- Gonocalyx amplexicaulis Luteyn
- Gonocalyx concolor
- Gonocalyx costaricensis Luteyn
- Gonocalyx lilliae Al.Rodr. & J.F.Morales
- Gonocalyx megabracteolatus
- Gonocalyx portoricensis
- Gonocalyx pterocarpus
- Gonocalyx pulcher
- Gonocalyx smilacifolius
- Gonocalyx tetrapterus